# Tjun Tjun
Tjun Tjun (4 de octubre de 1952) es un deportista indonesio que compitió en bádminton. Ganó una medalla de oro en el Campeonato Mundial de Bádminton de 1977 en la prueba de dobles.

## Palmarés internacional
| Campeonato Mundial | Campeonato Mundial | Campeonato Mundial | Campeonato Mundial |
| Año                | Lugar              | Medalla            | Prueba             |
| ------------------ | ------------------ | ------------------ | ------------------ |
| 1977               | Malmö (Suecia)     | Medalla de oro     | Dobles             |